# Gold-Klee
Gold-Klee (Trifolium aureum) ist eine Pflanzenart aus der Gattung Klee (Trifolium), die zur Unterfamilie Schmetterlingsblütler (Faboideae) der Pflanzenfamilie der Hülsenfrüchtler (Fabaceae) gehört.

## Beschreibung

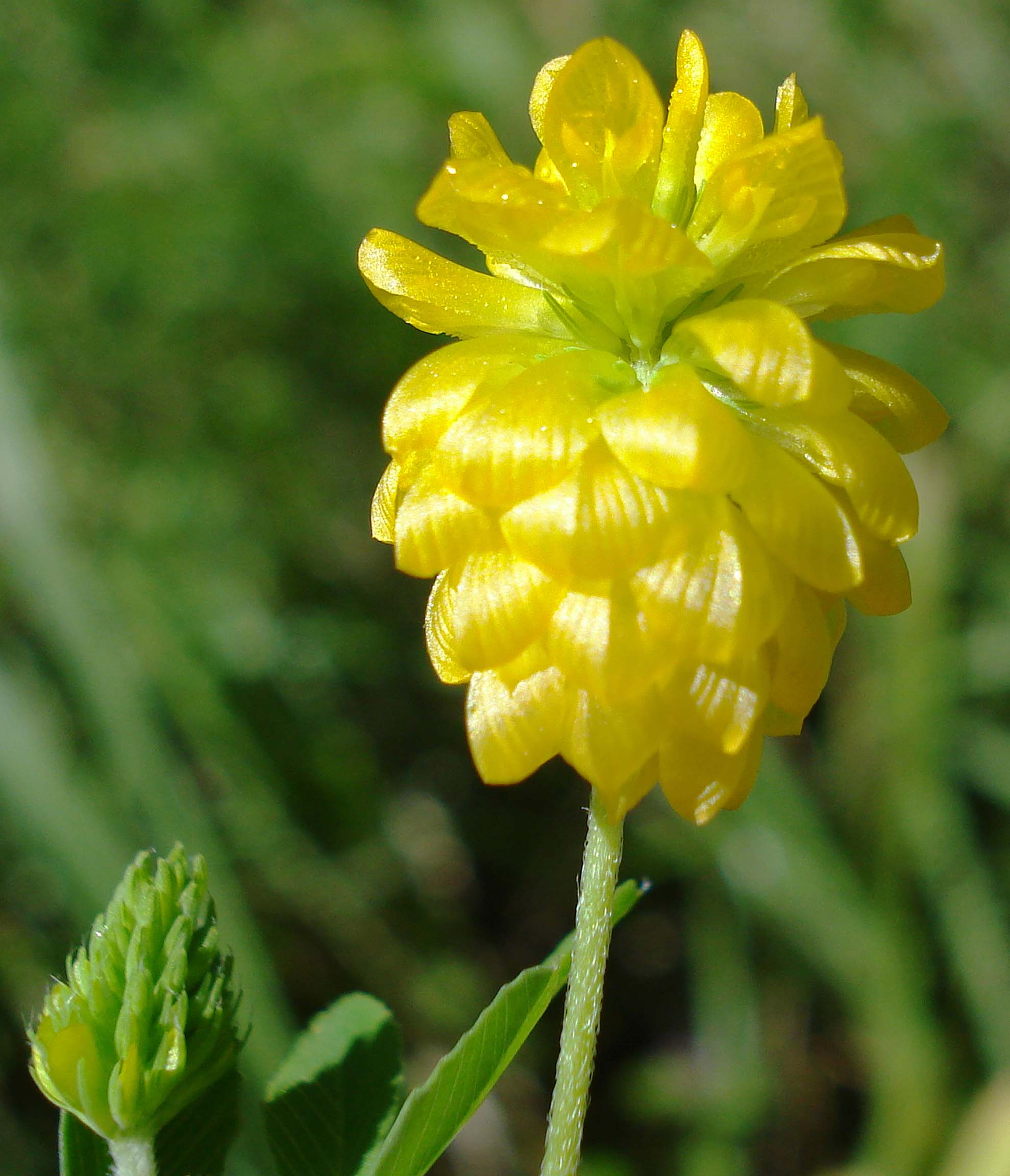
Blütenstand

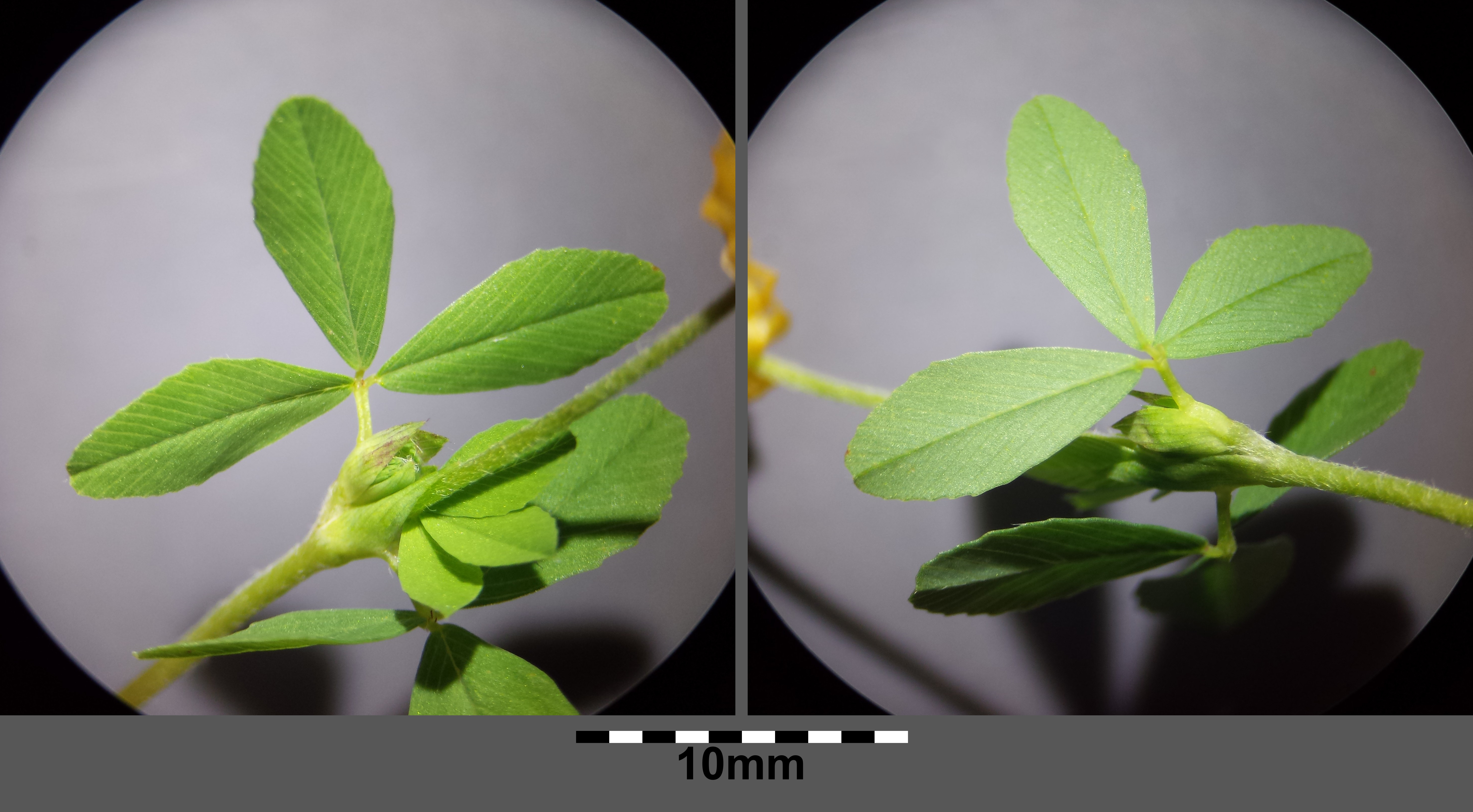
Stängel mit Laubblättern. Alle Blättchen sind fast ungestielt.

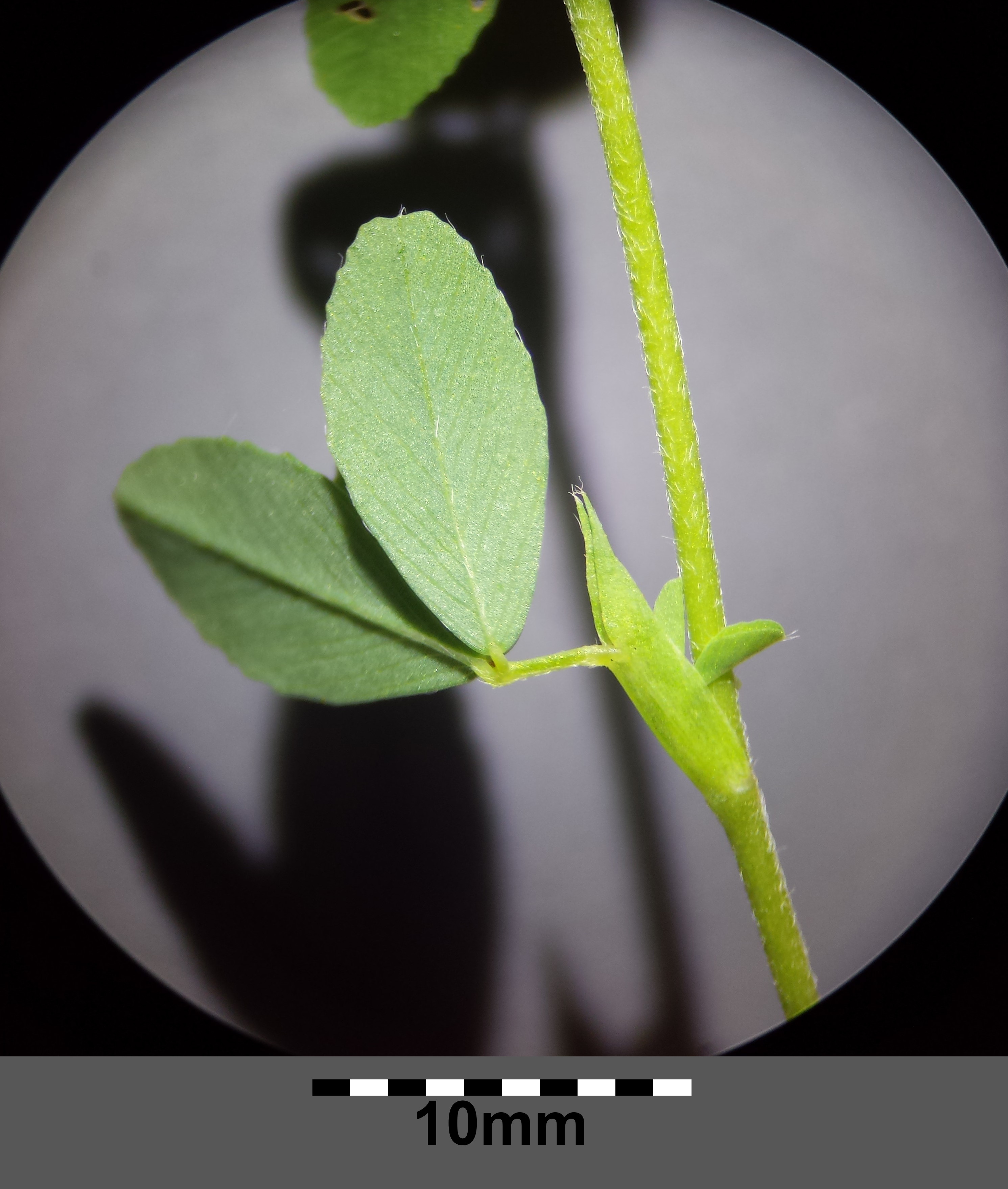
Die Nebenblätter sind länglich-eiförmig, spitz, nicht stängelumfassend und so lang oder länger als der Laubblattstiel.

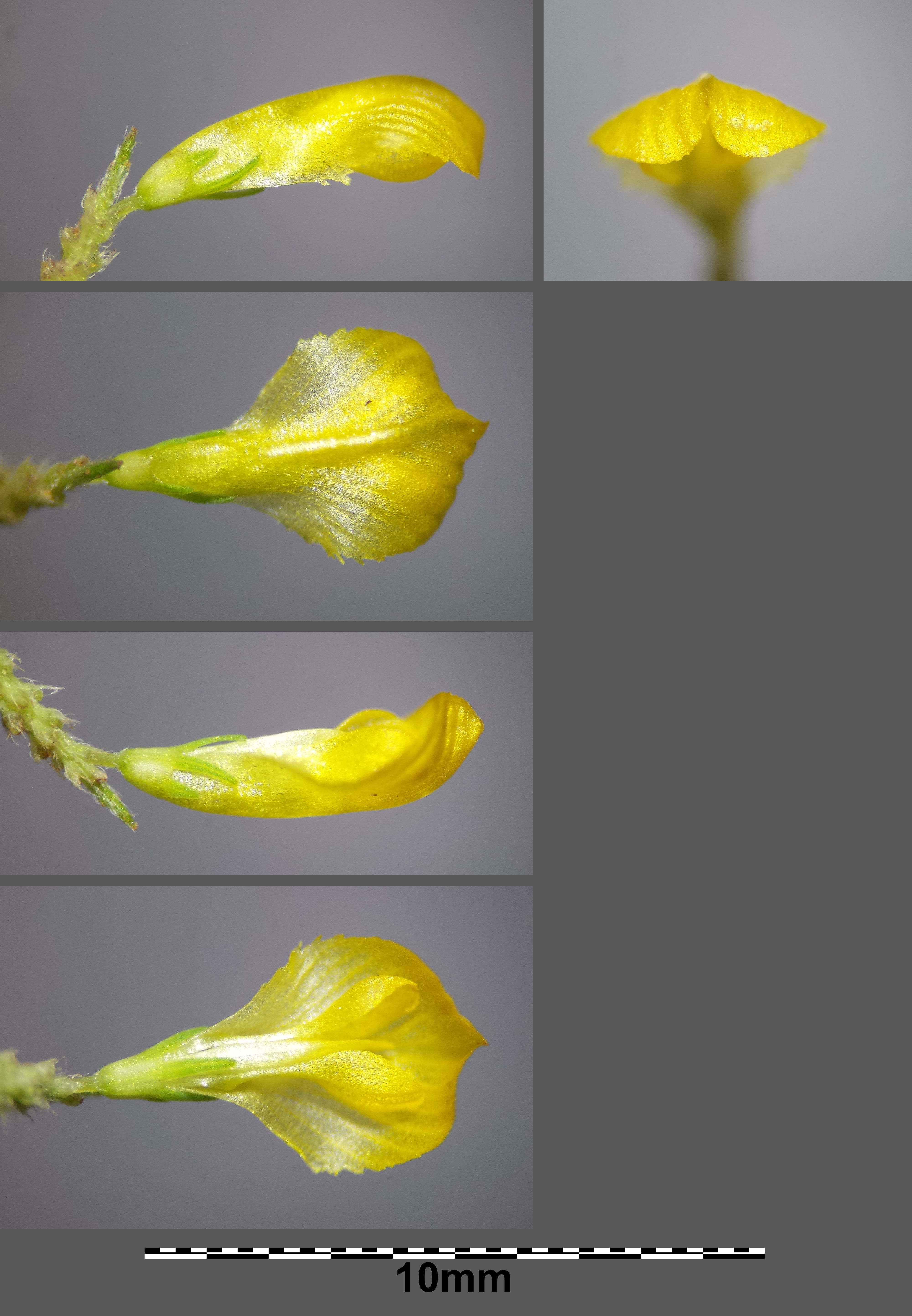
Blüte mit löffelförmiger, längsgefurchter und vorne ausgerandeter Fahne.

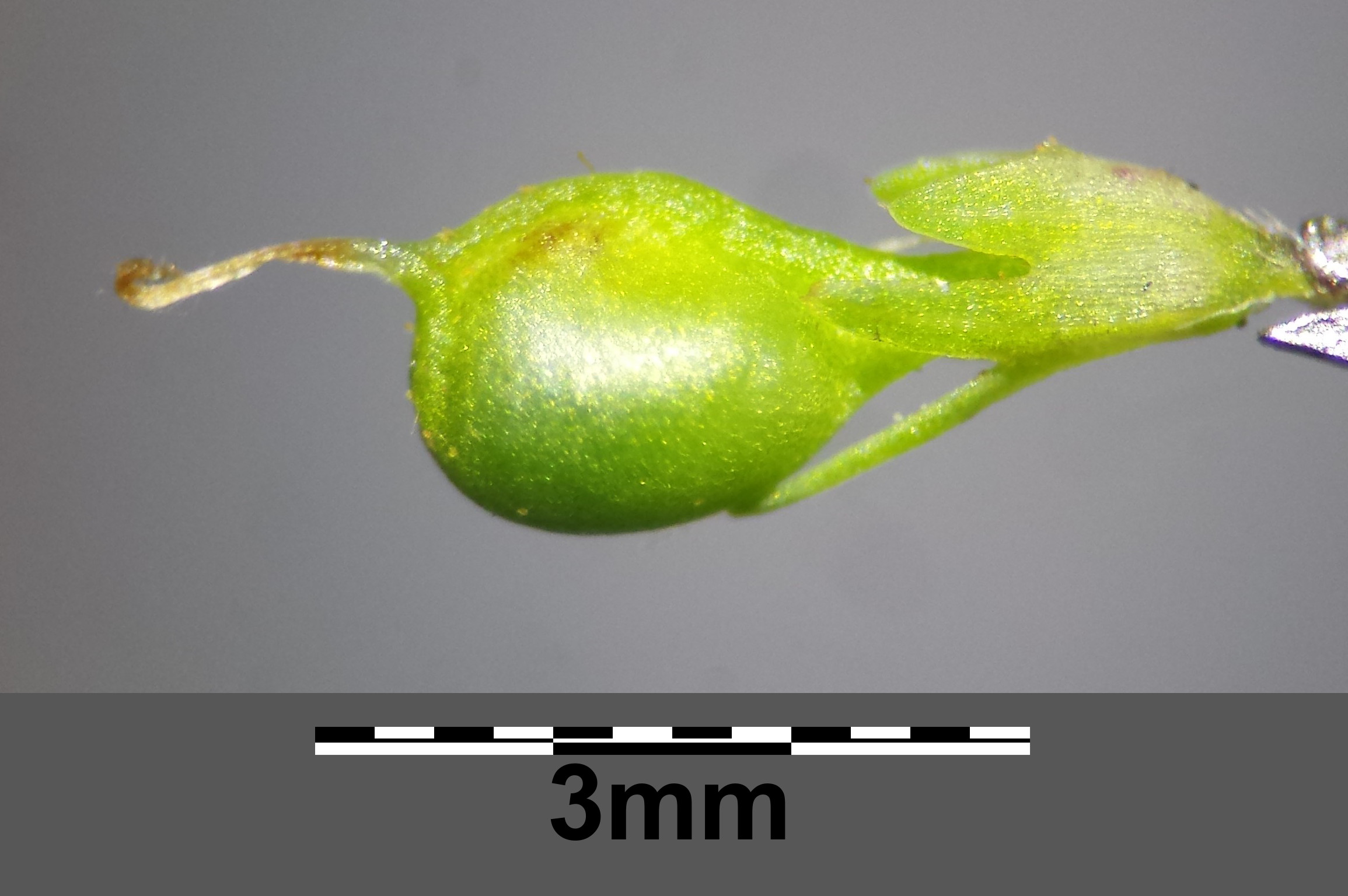
Fruchtknoten mit Griffel. Der Griffel ist fast so lang oder länger als der Fruchtknoten.

### Erscheinungsbild und Blatt
Der Gold-Klee ist eine ein- oder zweijährige, krautige Pflanze, die Wuchshöhen zwischen 20 und 60 Zentimetern erreicht. Die anliegend behaarten Stängel sind aufrecht oder aufsteigend und reichlich verzweigt.
Die dreiteiligen Laubblätter sind für eine Klee-Art recht groß und kurz gestielt. Die Blattstiele sind in der Regel länger oder eben so lang wie die Nebenblätter. Die häutchenartigen Nebenblätter sind länglich lanzettlich, am Grunde nicht verbreitert,  deutlich gerippt, länglich lanzettlich und zugespitzt. Sie mindestens so lang wie der Blattstiel und auf mindestens der Hälfte ihrer Länge verwachsen. Die Fiederblättchen sind zwischen 1,5 und 2,5 Zentimeter lang und 0,6 bis 0,8 Zentimeter breit. Sie sind fast sitzend und länglich lanzettlich, eiförmig, elliptisch bis rhombisch. Die Basis ist keilförmig, die Spitze scharf oder länglich, häufig gestutzt bis ausgerandet. Der Rand der oberen Hälfte der Fiederblättchen ist gesägt.

### Generative Merkmale
Die Blütezeit reicht von Juli bis August. Die endständigen ährigen Blütenstände sind bei einer Länge von 1,2 bis 2 Zentimetern sowie einer Breite von etwa 1,3 Zentimeter kugelig und enthalten 20 bis 40 (oder mehr) Blüten. Die Blütenstandsachsen sind 2 bis 5 Zentimeter lang. Der Blütenstiel weist eine Länge von ungefähr 1 Millimeter auf.
Die zwittrige Blüte ist zygomorph und fünfzählig mit doppelter Blütenhülle. Die fünf Kelchblätter sind zu einer etwa 2 Millimeter hohen, verkehrt kegelförmigen Röhre verwachsen. Die unteren Kelchzähne sind doppelt bis 2,5-mal länger als die oberen. Von den fünf genagelten Kronblätter sind einige verwachsen. Die Kronblätter sind erst leuchtend gelbgold, nach der Anthese verfärben sie sich nach braun. Die Blütenkrone ist 7 bis 8 Millimeter hoch und besitzt die typische Form der Schmetterlingsblüte. Der Limbus der Fahne ist flach oder tief löffelförmig mit einem hohlen zugespitzten basalen Ende (genagelt), nicht gefaltet und deutlich längsgefurcht. Die untere Hälfte ist gezähnelt die Spitze tief ausgerandet und längs furchig geknittert. Die Flügel sind für eine Klee-Art ungewöhnlich kurz und ragen auseinander. Das Schiffchen ist ebenso lang wie die Flügel. Das einzige oberständige Fruchtblatt ist länglich und lang gestielt. Derterminal oder lateral stehende Griffel ist länger als der Fruchtknoten.
Es wird eine sich einsamige Hülsenfrucht gebildet, die länger als der Griffel ist. Die Hülse springt aber nicht auf. Der verkehrt-eiförmige bis ellipsoide, gelblich braune Same weist einen Durchmesser von etwa 1,2 Millimeter auf.
Die Chromosomenzahl beträgt 2n = 14.

## Verwechslungsmöglichkeiten
Der Gold-Klee kann leicht mit dem ähnlichen Feld-Klee (Trifolium campestre) verwechselt werden. Ein gutes Kennzeichen für den Gold-Klee ist aber, dass das Endblättchen genauso kurz gestielt ist wie die Seitenblättchen. Beim Feld-Klee ist das Endblättchen deutlich länger gestielt als die Seitenblättchen.

## Ökologie
Bestäuber sind Bienen und Schmetterlinge, auch Selbstbestäubung ist möglich.

## Vorkommen
Der Gold-Klee ist ein zentraleuropäisches Florenelement. Das Areal des Gold-Klee reicht von den Pyrenäen über das östliche Frankreich nordwärts bis Mittelschweden und südliche Finnland; ostwärts bis Westsibirien, die Ukraine, bis zum Kaukasus und Makedonien; im Süden ist sie nur in den Gebirgen vertreten. Das natürliche Verbreitungsgebiet schließt Europa vollständig ein mit Ausnahme der Britischen Inseln und Island. Die Nordgrenze verläuft durch Südskandinavien. Nach Osten hin ist der Gold-Klee im Nahen Osten bis in den Libanon und nördlichen Iran sowie bis Transkaukasien verbreitet.
Im mitteleuropäischen Tiefland kommt er nur vereinzelt vor; in den höheren Mittelgebirgen und im Alpenvorland ist er selten, und er fehlt dort gebietsweise; sonst kommt er in Mitteleuropa zerstreut vor. In Deutschland kommt der Gold-Klee allgemein zerstreut vor, in Nordwestdeutschland fehlt er streckenweise auch ganz. In Österreich und der Schweiz findet man den Gold-Klee zerstreut bis ziemlich häufig in den collinen bis subalpinen Höhenstufen.
In fast ganz Nordamerika ist Trifolium aureum als Neophyt weit verbreitet. Erstmals wurde die Art um 1800 nach Pennsylvania eingeführt. Auch in Australien und Neuseeland existieren neophytische Vorkommen.
Der Gold-Klee besiedelt in Mitteleuropa lückige, magere Rasen und Weg- sowie Waldränder und findet sich häufig nach Kahlschlägen. Er steigt in den Alpen gelegentlich bis über 1200 Meter auf. So kommt er in den Allgäuer Alpen bei der Höflealpe in Bayern nordwestlich Riezlern bei 1210 m Meereshöhe vor. Im Unterengadin und im Unterwallis wurde er aber auch bei 1600 Metern Meereshöhe beobachtet. Er ist gegen Stickstoffdüngung empfindlich, daher verschwindet er aus kultivierten Rasen meist rasch. In Waldsäumen meidet er Stellen mit hoch wachsenden Gräsern. Der Gold-Klee gedeiht am besten auf kalkarmen, meist kalkfreien, sauren, nährstoffärmeren, oft etwas rohen lehmigen oder sandigen Böden. Er gedeiht vor allem in Gesellschaften des Verbands Violion caninae, kommt aber auch in Gesellschaften der Klasse Sedo-Scleranthetea vor.
Die ökologischen Zeigerwerte nach Landolt et al. 2010 sind in der Schweiz: Feuchtezahl F = 2+w (frisch aber mäßig wechselnd), Lichtzahl L = 4 (hell), Reaktionszahl R = 2 (sauer), Temperaturzahl T = 3+ (unter-montan und ober-kollin), Nährstoffzahl N = 2 (nährstoffarm), Kontinentalitätszahl K = 4 (subkontinental).

## Systematik
Die Erstveröffentlichung von Trifolium aureum erfolgte 1777 durch Johann Adam Pollich in Historia plantarum in Palatinatu electorali ..., Band 2, S. 344. Synonyme sind Trifolium agrarium L., Trifolium campestre C.C.Gmel. non Schreb. und Trifolium strepens Crantz.
Von Trifolium aureum wurden zwei Unterarten beschrieben:
- Trifolium aureum subsp. aureum: Zumindest die oberen Laubblätter sind abgerundet, mit kurzen, kelchförmigen Tragblättern und der Kelch ist kahl.
- Trifolium aureum subsp. barbulatum Freyn & Sint. ex Freyn: Zumindest die oberen Laubblätter sind spitz, mit gefransten Tragblättern und der Kelch ist fast so hoch wie die Krone und an den Zähnen bewimpert. Diese Unterart wurde bislang nur aus der Türkei beschrieben. Nach Zohary ist sie auch als einegständige Art anzusehen: Trifolium barbulatum (Freyn & Sint.) Zohary.